# British-American Blue
British-American Blue ist ein Jazzalbum von Tony Coe und Roger Kellaway. Die am 18. Juni 1978 im Music Centre in Wembley entstandenen Aufnahmen erschienen 2000 auf dem Label between the lines.

## Hintergrund
Die Aufnahmen fielen in eine Zeit, in der Coe stilistisch relativ unterschiedliche Aufnahmeprojekte unter eigenem Namen leitete; 1976 hatte er ein Orchester-Album zu Gedichten von Jill Robin eingespielt (Zeitgeist), 1978 entstand das Quartett-Album Coe-Existence (mit John Horler, Ron Rubin, Trevor Tomkins und Frank Ricotti) und um diese Zeit noch der Livemitschnitt Before the Dawn (Live in London); er wurde erst 2006 veröffentlicht. Außerdem nahm er mit Derek Bailey das Improvisationsmusikalbum Time auf.
Als sich der Pianist Roger Kellaway 1978 in England aufhielt, um an der Musik zu einem Horrorfilm mitzuwirken, nahm er sich die Zeit, um eine ausgefallene, frei gestaltete Duo-Session mit dem britischen Klarinettisten Tony Coe aufzunehmen; dieser spielte auf einer seltenen Vintage-C-Klarinette aus dem Jahr 1840. Das Album wurde jedoch erst im Jahr 2000 – vor dem Vergessen gerettet von Coe-Fan Franz Koglmann – auf dem deutschen Label between the lines veröffentlicht.

## Titelliste
- Tony Coe & Roger Kellaway: British-American Blue (between the lines BTL007)[1]

1. Carona Glass and Lady Maggie	4:09
2. Friend in the Mirror	2:37
3. The Caverns of Volere	4:49
4. Conversations with Sparza	4:09
5. Dance of the 3-Legged Elves	4:11
6. Off We Go Into the Wild Blue Yonder	3:52
7. Ballad of the Russian Princess	3:03
8. Monday’s Child	8:01
9. Me and Tony	7:07
10. British-American Blue	6:34
11. The Burgundy Bruise	7:44

Die Kompositionen stammen von Tony Coe und Roger Kellaway.

## Rezeption
Richard S. Ginell verlieh dem Album in Allmusic vier Sterne und schrieb, dies sei Kellaway, der ohne jegliche Vorurteile oder Einschränkungen [über die Tasten] fliege (außer im letzten Blues-Track „The Burgundy Bruise“) und Musik kreiere, die dem Stil und Geist der Avantgarde des klassischen Territoriums des 20. Jahrhunderts näher komme als seinem üblichen Jazz-Revier. Alles, was man über Coes Arbeit wissen müsse, sei, dass seine beiden Haupteinflüsse zu dieser Zeit Paul Gonsalves und Alban Berg waren, und er würde sich hier entschieden an Bergs Musik anlehnen und Kellaway mit Flügen in den äußeren atonalen Raum auf seiner C-Klarinette ergänzen. Kellaway experimentiere wild und nutze die gesamten klanglichen Ressourcen des Flügels im angemessen höhlenartigen Intro von „The Caverns of Volere“, gönne sich in „Dance of the 3-Legged Elves“ Geklimpere auf dem präparierten Piano und führe Coe in „Off We Go Into the Wild Blue Yonder“ auf eine verrückte Verfolgungsjagd. Doch diese beiden musikalisch Reisenden könnten auch besinnlich klingen („Monday's Child“), und auch Kellaways berühmter Sinn für Humor steche stellenweise durch.